# Anna Rüh
Anna Rüh, nemška atletinja, * 17. junij 1993, Greifswald. 
Rühova je za Nemčijo natopila na Evropskem prvenstvu 2012, kjer je osvojila 4. mesto v metu diska z metom, dolgim 62,65 metrov.
Na  Poletnih olimpijskih igrah 2012 je v metu diska osvojila 10. mesto.

## Dosežki
| Predstavnica države Germany | Predstavnica države Germany  | Predstavnica države Germany    | Predstavnica države Germany | Predstavnica države Germany | Predstavnica države Germany |
| --------------------------- | ---------------------------- | ------------------------------ | --------------------------- | --------------------------- | --------------------------- |
| 2010                        | Svetovno mladinsko prvenstvo | Moncton, New Brunswick, Kanada | 21. mesto (q)               | met diska                   | 46,32 m                     |
| 2011                        | Evropsko mladinsko prvenstvo | Talin, Estonija                | 2. mesto                    | met diska                   | 58,10 m                     |
| 2011                        | Evropsko mladinsko prvenstvo | Talin, Estonija                | 3. mesto                    | suvanje krogle              | 16,01 m, PB                 |
| 2012                        | Nemško državno prvenstvo     | Bochum, Nemčija                | 3. mesto                    | met diska                   | 63,14 m, PB                 |
| 2012                        | Evropsko prvenstvo           | Helsinki, Finska               | 4. mesto                    | met diska                   | 62.65 m                     |
| 2012                        | Svetovno mladinsko prvenstvo | Barcelona, Španija             | 1. mesto                    | met diska                   | 62,38 m                     |
| 2012                        | Olimpijske igre              | London, Združeno kraljestvo    | 10. mesto                   | met diska                   | 61,36 m                     |
| 2013                        | Evropsko prvenstvo do 23 let | Tampere, Finska                | 1. mesto                    | met diska                   | 61,45 m                     |
| 2014                        | Evropsko prvenstvo           | Zürich, Švica                  | 4. mesto                    | met diska                   | 62,46 m                     |
| 2015                        | Evropsko prvenstvo do 23 let | Talin, Estonija                | 2. mesto                    | met diska                   | 61,27 m                     |